# リヒャルト・エトリンガー
リヒャルト・エトリンガー（Richard Edlinger, 1958年4月23日 ブレゲンツ - 2005年11月10日 ブダペスト）は、オーストリアの指揮者・作曲家。

## 経歴
1958年、ブレゲンツで生まれた。1982年にウィーン国立音楽大学で指揮と作曲を修了し、翌年のグィード・カンテッリ国際指揮者コンクールで入賞、最年少のファイナリストとなった。
1987年にオペラ歌手のハインツ・ホレチェク(Heinz Holecek)と共同でカンプタール音楽祭を創設。1994年よりウィーンにてユナイテッド・フィルハーモニック・ウィーン（United Philharmonic Vienna）の初代首席指揮者を務めた。1999年にウィーン・カンマーオーパーと共に来日し《こうもり》を指揮、2000年にはウィーン・フォルクスオーパー交響楽団を率いてサントリーホールでのニューイヤー・コンサートを指揮した。主な録音に、ザグレブ・フィルハーモニー管弦楽団とのベートーヴェン交響曲全集（ミヒャエル・ハラースと共同）がある。
2005年、 ブダペストにて心臓発作のため47歳で急逝した。